# Darren Hayes
Darren Stanley Hayes (Brisbane, 8 de maio de 1972) é um cantor e compositor australiano. Tornou-se mundialmente conhecido como vocalista da banda Savage Garden, formada com o músico e compositor Daniel Jones. Após o fim da dupla em 2001, o cantor seguiu em carreira solo, tendo lançado até o presente momento cinco álbuns de estúdio.

## Savage Garden
Em 1993, Darren respondeu a um anúncio de jornal que pedia um vocalista para uma banda chamada The Red Edge, que tinha como integrante o multi-instrumentista Daniel Jones. Sendo o único candidato ao posto, o então estudante universitário foi aceito na banda. Após dois anos, o grupo se dissipou, e Darren e Daniel formaram uma dupla, chamada Savage Garden, em referência a um trecho da obra da autora norte-americana Anne Rice, intitulada O Vampiro Lestat.
O duo Savage Garden gravou seu primeiro trabalho em 1995. O primeiro single da banda "I Want You", lançado em 1996, converteu-se no mais vendido na Austrália naquele ano. A dupla assinou com uma gravadora local, a Roadshow Music, e gravou seu primeiro disco com o produtor Charles Fisher. Seu segundo single "To The Moon & Back" foi lançado ainda no fim de 96 e chegou ao topo da parada australiana. O terceiro single "Truly Madly Deeply" foi o mais vendido de 1997 no país, e em 1998 tornou-se um sucesso mundial.
Em 1999, Darren mudou-se para Nova York, enquanto Daniel continuou em Brisbane, na Austrália. Lá, o vocalista escreveu as canções do segundo disco da banda, intitulado Affirmation, que saiu no ano 2000 pela Columbia Records. O primeiro single deste novo trabalho foi a música "I Knew I Loved You", que bateu o recorde de permanência no AC Chart da Billboard, que era da própria banda com "Truly Madly Deeply", que ficou 123 semanas na parada.
Em outubro de 2001, foi anunciado o fim do Savage Garden. Apesar de diversas especulações sobre a separação da dupla, segundo Darren, o motivo foi que Daniel desistiu da banda, por estar cansado da rotina de entrevistas e turnês mundiais que o sucesso exigia. Após o término, Hayes seguiu como cantor solo, pela mesma gravadora.

## Carreira Solo

### Sony Music (2002-2006)
Em 2002, Darren lançou seu primeiro trabalho solo Spin, pela Sony Music. O álbum foi produzido pelo brasileiro Walter Afanasieff, que também trabalhou no álbum Affirmation do Savage Garden. O disco seguiu a mesma linha pop do último trabalho da banda, com adição de influências dance e de R&B. O primeiro single "Insatiable" atingiu o #3 na Austrália. Os singles posteriores, "Strange Relationship", "Crush (1980 Me)" e "I Miss You", também tiveram boa divulgação.
Darren passou dois anos trabalhando em seu segundo álbum solo, intitulado The Tension and the Spark. O álbum marcou uma mudança de estilo do cantor, que resolveu seguir uma vertente mais eletrônica, trabalhando com o produtor Robert Conley. O disco foi bem aceito pela critica e pela maioria dos fãs. A primeira música de trabalho "Pop!ular" foi lançada em Julho de 2004 e chegou ao primeiro lugar da parada Dance da Billboard. Mas, com o pouco êxito do single seguinte "Darkness", a gravadora desistiu de promover o álbum, cancelando o lançamento do single no Reino Unido.
Em 2005, foi lançada a coletânea Truly Madly Completely: The Best of Savage Garden, contendo os maiores sucessos do Savage Garden e o single inédito "So Beautiful" de Darren. Em 2006, após a turnê de comemoração de seus 10 anos de carreira, o cantor anunciou o fim de seu contrato com a Columbia Records, pela qual vendeu mais de 25 milhões de discos.

### Powdered Sugar (2007-2009)
Em 2007, Darren Hayes lançou seu terceiro trabalho solo, o álbum duplo This Delicate Thing We've Made, que saiu pelo selo independente Powdered Sugar. Neste disco, o cantor deu procedência ao seu envolvimento com a música eletrônica, produzindo músicas mais experimentais, sem perder, no entanto, sua vertente pop. Em abril, o cantor lançou em sua página no MySpace a primeira faixa de divulgação deste trabalho, intitulada "Who Would Have Thought", acompanhada de um videoclipe em animação produzido por seu parceiro Richard Cullen. Em seguida, o vídeo da faixa "Step Into The Light" também foi lançado na internet, além de diversos remixes da música, que atingiu o #5 da Billboard Dance/Club Play Songs. O cantor ainda fez uma miniturnê promocional em casas de show no Reino Unido e na América do Norte pelos meses seguintes, antecipando o lançamento do primeiro single oficial do álbum, o da música "On the Verge of Something Wonderful", que foi lançado em 13 de agosto de 2007. O álbum chegou às lojas uma semana depois, contendo 25 faixas. O segundo single oficial, "Me, Myself And (I)", foi lançado em Novembro do mesmo ano.
Em setembro de 2007, Darren iniciou a turnê The Time Machine Tour na Inglaterra, que estendendo-se também à Austrália e foi lançada posteriormente em DVD. Em fevereiro de 2008, o cantor deu início a uma nova turnê, a Side Two Tour, com músicas que ficaram de fora dos shows da primeira.
Em março de 2008, foi lançado o terceiro e último single oficial do álbum This Delicate Thing We've Made, o da faixa "Casey". Em julho do mesmo ano, o cantor lançou o DVD da turnê The Time Machine Tour, que atingiu o #1 na lista de vendas no Reino Unido, sendo seguido pelo lançamento de This Delicate Film We've Made, um DVD com videoclipes em animação, no começo de 2009.
Ainda em 2009, Darren lançou o álbum We Are Smug, projeto criado em parceria com o músico e produtor americano Robert Conley e disponibilizado para download digital em 8 de maio de 2009 gratuitamente em sua página na internet. O duo é um trabalho paralelo do cantor, fortemente influenciado pela música eletrônica.

### Mercury Records (2010-2012)
No ano de 2010, Hayes gravou um cover da música "Not Even Close" do cantor Tim Finn, lançado em uma coletânea tributo ao artista pela EMI.
Em abril de 2011, o australiano revelou ter assinado um contrato com a Mercury Records, uma divisão da Universal Music Australia, pelo qual lançaria seu novo trabalho. O quarto álbum solo do cantor, intitulado Secret Codes and Battleships saiu no segundo semestre de 2011, exatamente 4 anos após o lançamento de seu último CD. O videoclipe do primeiro single "Talk Talk Talk" foi gravado em 10 de Maio. O single foi lançado mundialmente em 24 de junho e atingiu o Top 10 do Australian Singles Chart.
Em setembro de 2011, foi lançado o segundo single, "Bloodstained Heart", na Austrália. Paralelamente, a faixa "Black Out the Sun" foi lançada no resto do mundo, antecipando o aguardado lançamento do álbum e a turnê The Secret Tour do cantor, no final de Outubro.
Secret Codes and Battleships atingiu o #10 da parada australiana na semana de seu lançamento e o #29 no Reino Unido. Em 2012, o álbum foi indicado ao ARIA Music Awards, na categoria Best Adult Contemporary Album.

### Relançamentos e Podcasts (2013-2018)
Em 2013, Hayes relançou em CD, pelo seu selo Powdered Sugar, o álbum We Are Smug, de seu projeto paralelo com Robert Conley. No mesmo ano, o cantor passou a residir em Los Angeles, nos EUA, onde esteve a estudar comédia de improvisação na renomada escola The Groundlings.
Em janeiro de 2014, Darren iniciou uma pequena série de podcasts de programas de rádio na internet, intitulada "Talk Talk Talk". Em fevereiro do mesmo ano, lançou por download digital um novo single do álbum Secret Codes and Battleships, da faixa "Wrecking Ball", que havia sido lançada somente na versão deluxe do álbum.
Entre janeiro e agosto de 2014, Hayes foi colunista da revista inglesa Attitude, escrevendo mensalmente para o site da publicação.
Em fevereiro de 2015, o cantor lançou uma nova série de podcasts semanais na internet intitulada “The He Said He Said Show”, estrelada por ele e o comediante americano Tim Stanton. Ainda em 2015, ele relançou em edições especiais todos os DVDs ao vivo de sua carreira solo, após um acordo de distribuição com a Absolute Records.
Em janeiro de 2016, Darren encerrou sua série de podcasts de rádio com Tim Stanton, que durou 52 episódios e cerca de um ano. No entanto, o cantor e produtor também anunciou um novo podcasting em vídeo com o comediante, intitulado "Going Dark: A Sith Story", uma comédia inspirada na série de filmes Star Wars.
Em uma entrevista para um site australiano em março do mesmo ano, Hayes revelou estar a escrever um musical, passando grande parte do seu tempo trabalhando em canções para o projeto, quando não está estudando arte e comédia. Em junho, ele lançou uma nova série de podcastings cômicos em vídeo, intitulada "We Paid To See This".
Em março de 2017, Darren revelou que o musical que estava a escrever era uma parceria com o escritor e comediante Johnny Menke, e que já possuía mais de 20 canções e o roteiro finalizados. Em dezembro do mesmo ano, sua série de podcastings chegou ao 80º episódio. Ela foi encerrada em outubro de 2018, com 125 episódios.

### Novos Lançamentos (2019-2021)
Em outubro de 2019, foi lançado o single de uma parceria do cantor com a banda australiana Cub Sport, intitulada "I never Cried So Much In My Whole Life". Em 2020, o cantor participou do documentário "The Last Blockbuster", sobre a última loja da locadora de vídeos Blockbuster nos Estados Unidos.
Em 13 de agosto de 2021, Hayes lançou seu primeiro aplicativo pessoal para smartphones, com informações e atualizações sobre sua carreira, em uma parceria com a plataforma DiiD para "MiniApps". No dia seguinte, ele revelou ter gravado mais um cover da cantora Madonna, da música "The Look of Love", divulgado em um podcast especial sobre a americana intitulado Inside The Groove.
Em uma entrevista em setembro do mesmo ano, Hayes revelou que o musical que escreveu entre 2016 e 2017 estava em processo de busca de um produtor para ser realizado. Ele também contou que esteve a estudar engenharia de áudio e aprendeu a operar o Logic Pro X, um programa usado por diversos produtores musicais em estúdio, quando estão produzindo um álbum. No mesmo mês, uma música escrita por Darren, intitulada "A Hundred Years of Winter", foi incluída no álbum What the Future Holds Pt. 2 do grupo Steps, lançado no Reino Unido.
Em outubro de 2021, uma nova parceria do cantor foi lançada: "Cold To Me", música com o DJ britânico Louis La Roche, em seu quarto álbum de estúdio, intitulado We're So Different.

### Homosexual(2022-presente)
Em janeiro de 2022, Hayes lançou "Let's Try Being In Love", um novo single oficial, acompanhado de um videoclipe gravado nos Estados Unidos. Pouco depois, o cantor também anunciou seu primeiro show ao vivo em dez anos, a ser realizado em 5 de março no Sydney Gay & Lesbian Mardi Gras Parade, na Austrália. Antes da data, Hayes anunciou para 2023 uma nova turnê australiana, celebrando 25 anos do primeiro álbum do Savage Garden, intitulada Do You Remember? Tour. Ainda no mesmo mês, a faixa "Do You Remember?" foi lançada como novo single e videoclipe.
Em junho de 2022, Hayes lançou mais um novo single, "Poison Heart", causando surpresa ao falar sobre seu sofrimento com a depressão. No mês de agosto, o cantor anunciou o lançamento de seu quinto álbum de estúdio, intitulado Homosexual, junto com single da faixa "All You Pretty Things". O álbum foi lançado em outubro do mesmo ano, atingindo o Top 20 de vendas nas paradas do Reino Unido e da Austrália.
Entre janeiro e fevereiro de 2023, o cantor esteve em turnê pela Austrália com seu novo show. The Do You Remember? Tour estendeu-se pelo Reino Unido e pela América do Norte entre os meses de março e abril, com diversos shows esgotados. Em 1º de maio, Hayes lançou um novo clipe, da faixa "Feels Like It's Over", que afirmou ser "o término de uma era", em referência à divulgação do álbum Homosexual.
Em 11 de setembro do mesmo ano, Darren estreou na quinta temporada da versão australiana do programa The Masked Singer, exibido pelo canal Network 10, fantasiado de Ceifador. O cantor permaneceu anônimo até o episódio final do musical, em 7 de novembro, no qual terminou na segunda colocação.
Em maio de 2024, o cantor anunciou o lançamento na Austrália e Nova Zelândia de seu primeiro livro de memórias, intitulado "Unlovable". A obra foi lançada em 5 de novembro, via editora Penguin Books, sendo descrita como "uma jornada de traumas, fama e autoconhecimento". No mesmo mês, Hayes realizou uma turnê promocional para divulgação do livro, incluindo conversas e entrevistas na mídia e em espaços culturais, na Austrália. A edição também foi lançada internacionalmente no formato audiolivro, narrado pelo cantautor. Em janeiro de 2025, a obra também chegou às livrarias britânicas e americanas.

## Discografia
Para mais informações, ver Discografia de Darren Hayes e Discografia de Savage Garden.

### Álbuns solo
- 2002: Spin
- 2004: The Tension and the Spark
- 2007: This Delicate Thing We've Made
- 2011: Secret Codes and Battleships
- 2022: Homosexual

### Compactos principais
- 2002: "Insatiable"
- 2002: "Strange Relationship"
- 2002: "I Miss You"
- 2003: "Crush (1980 Me)"
- 2004: "Pop!ular"
- 2005: "So Beautiful"
- 2007: "On the Verge of Something Wonderful"
- 2008: "Casey"
- 2011: "Talk Talk Talk"
- 2011: "Black out the Sun"
- 2012: "Bloodstained Heart"
- 2014: "Wrecking Ball"
- 2022: "Let's Try Being In Love"
- 2023: "Feels Like It's Over"

### DVDs principais
- 2006: Too Close For Comfort
- 2008: The Time Machine Tour
- 2009: This Delicate Film We've Made

### Audiolivro
- 2024: Unlovable